# Stazione di Cagliari-Pirri
La stazione di Cagliari-Pirri, già stazione di Pauli Monserrato-Pirri, stazione di Monserrato-Pirri e comunemente nota come stazione di Pirri, è una stazione ferroviaria dismessa al servizio della municipalità cagliaritana di Pirri, posta lungo la ferrovia Cagliari-Isili.

## Storia
La stazione venne realizzata lungo la ferrovia Cagliari-Isili col nome di Pauli Monserrato-Pirri sul finire dell'Ottocento, e fu inaugurata insieme alla linea il 15 febbraio 1888 dalla Società italiana per le Strade Ferrate Secondarie della Sardegna col fine di servire gli abitati di Pirri e Monserrato, al cui confine si trova la struttura. Nei primi anni di attività era servita da una coppia di treni al giorno per direzione, numero notevolmente aumentato poi nel corso dei decenni. La denominazione dello scalo variò una prima volta pochi anni dopo l'apertura, già nell'orario SFSS 1893 la stazione veniva indicata come "Monserrato-Pirri".
Lo scalo nel 1921 passò sotto la gestione delle Ferrovie Complementari della Sardegna. Nel dopoguerra il 1º dicembre 1968 venne aperta la stazione di Cagliari - Monserrato (dagli anni novanta Monserrato), nuovo scalo ferroviario di riferimento per l'allora frazione di Monserrato, e da quello stesso giorno la stazione di Monserrato-Pirri fu ribattezzata in Cagliari-Pirri, nome che mantenne sino alla dismissione.
Nel 1989 avviene il passaggio dell'impianto alle Ferrovie della Sardegna, che dalla metà del decennio successivo impostarono un servizio ferroviario metropolitano tra gli scali di Piazza Repubblica e Monserrato, in cui lo scalo pirrese era ricompreso. Sempre le FdS nei primi anni 2000, nell'ambito della riconversione a tranvia del tratto della linea su cui era attivo il servizio ferroviario metropolitano, effettuarono alcuni lavori nella stazione, dotandola di nuove banchine, e rimuovendo il binario tronco che serviva lo scalo merci dell'impianto. Tuttavia la costruzione a poca distanza della fermata tranviaria di Monserrato Caracalla portò alla dismissione della struttura il 17 marzo 2008, con l'apertura al pubblico della linea 1 della tranvia.

## Strutture e impianti

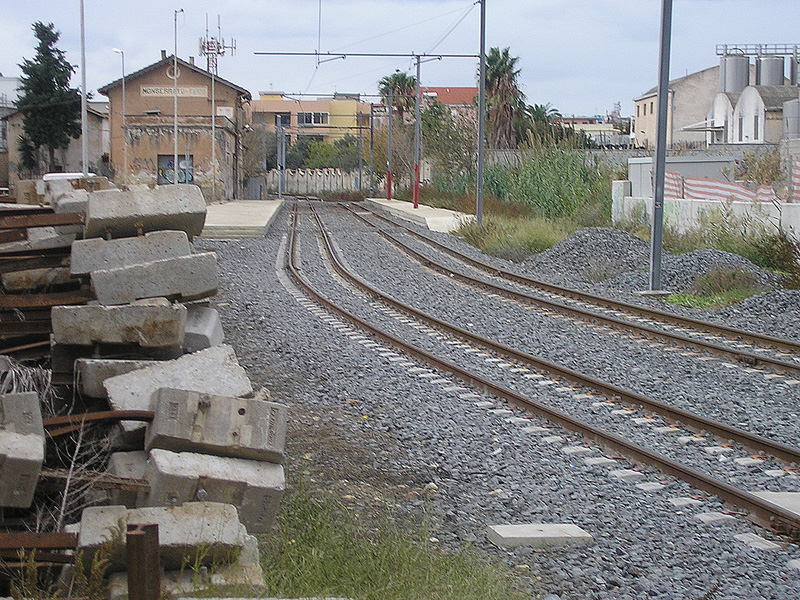
La stazione con le due banchine e il fabbricato viaggiatori nel 2007

Lo scalo al momento della dismissione (2008) era dotato di due binari a scartamento da 950 mm, utilizzati anche in seguito per la tranvia di Cagliari, e parte di uno dei tratti a doppio binario della linea 1. Prima dei lavori di ristrutturazione degli anni duemila a tali binari se ne affiancava un terzo che terminava tronco dinanzi allo scalo merci dell'impianto. Al momento della dismissione la struttura era dotata di due banchine, poste in posizione periferica rispetto ai binari, realizzate negli anni duemila in luogo dell'unica banchina presente in precedenza, attigua al fabbricato viaggiatori. Durante l'attività l'impianto era presenziato e la gestione del movimento era esercitata in loco dal locale Dirigente Movimento.
Per quanto riguarda i fabbricati la stazione era dotata di un unico edificio, il fabbricato viaggiatori, dalle linee tipiche degli edifici SFSS: si tratta di una costruzione su due piani a pianta rettangolare con tre luci di apertura sui lati maggiori e con annesso magazzino merci avente sviluppo sul solo piano terra. La sala d'attesa dell'impianto era invece ospitata su un corpo aggiunto al lato sud del fabbricato.

## Movimento
Dal 2008 nei binari dinanzi al vecchio fabbricato viaggiatori transitano i tram Škoda 06 T della tranvia. Con la stazione in attività dall'impianto partivano treni espletati dalle varie concessionarie dello scartamento ridotto succedutesi nei decenni diretti a Cagliari e lungo le linee per Isili e Arbatax. Nell'ultimo decennio di attività inoltre erano attivi nella stazione i convogli del servizio ferroviario metropolitano delle FdS per Cagliari e Monserrato.

## Servizi
La stazione era dotata di una biglietteria e di una sala d'aspetto, non attive però al momento della dismissione dell'impianto.
- Biglietteria a sportello
- Sala d'attesa
- Servizi igienici

## Interscambi
Nei pressi del bivio di accesso alla strada della stazione (via De Bosis) e della vicina via Caracalla (in territorio di Monserrato) erano e sono presenti delle fermate delle autolinee urbane e suburbane del CTM.
- Fermata autobus